# Medvěd malajský
Medvěd malajský (Helarctos malayanus), nazývaný malajsky „medový medvěd“ (beruang madu), je nejmenším příslušníkem čeledi medvědovitých. Žije v jihovýchodní Asii. Je nejvíc ze všech medvědů přizpůsoben šplhání po stromech. Živí se menšími živočichy (především hmyzem a malými obratlovci) a rostlinným materiálem (především semeny, ovocem a medem).

## Taxonomie
Vědecká synonyma
- Helarctos anmamiticus Heude, 1901
- Ursus malayanus Raffles, 1821

Poddruhy
- medvěd malajský bornejský (Helarctos malayanus euryspilus Horsfield, 1825)
- medvěd malajský (Helarctos malayanus malayanus Raffles, 1821) – původní jméno taxonu

## Popis

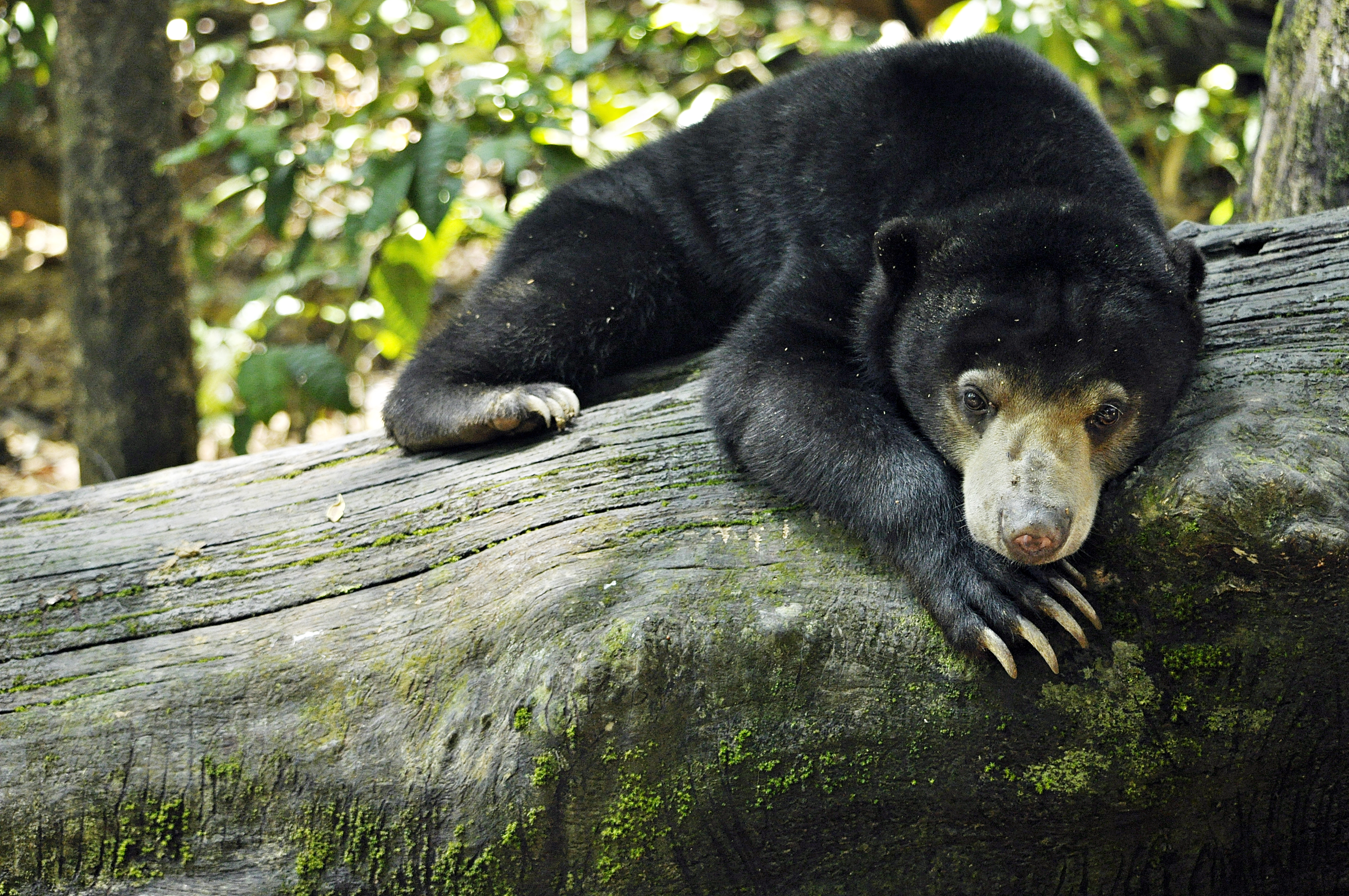
Jedinec odpočívající na stromě (Sabah, Borneo)

V kohoutku je vysoký 70 cm, tělo má dlouhé 1,0–1,5 m, hmotnost je 25–80 kg, přičemž hmotnost samice je o čtvrtinu až polovinu nižší než hmotnost samce. Má krátkou, hladkou a lesklou přiléhavou srst většinou černé barvy, někdy s nahnědlým, šedým až rezavým odstínem. Na prsou je okrová kresba ve tvaru písmene V. Má krátký, světle zbarvený čenich a extrémně dlouhý jazyk (20–25 cm). Drápy jsou velmi dlouhé. Ocas měří 3–7 cm.

## Rozšíření
Státy, v nichž se vyskytuje, jsou Bangladéš, Brunej, Indie, Indonésie, Kambodža, Laos, Malajsie, Myanmar, Thajsko, Vietnam. Jeho přítomnost v Číně je nejistá, vymizel v Singapuru.

## Ekologie
Medvěd malajský žije samotářsky. Jde o denního živočicha, ale v blízkosti lidí je aktivní především v noci. Výborně šplhá po stromech a zdržuje se na nich.
Je všežravec, živí se hlavně rostlinnou potravou, kterou tvoří ovoce a zelené výhonky, vyhledává med, škodí na kokosových plantážích, loví drobné živočichy včetně společenského hmyzu (mravence, včely a termity, jejichž stavby dokáže rozhrabat) a pojídá ptačí vejce.
Rozmnožovat se může celoročně. Doba březosti je obvykle krátká, konkrétně 95 až 97 dní (údaje ze zajetí). Někdy nicméně může dojít k odložené nidaci a absolutní doba březosti může vzrůst až na 240 dnů. Samice rodí obvykle jedno, výjimečně dvě mláďata. Ta pohlavně dospívají ve věku asi 2 až 3 let.
Není útočný, nicméně výjimečně může člověka napadnout. Nehibernuje. V zajetí se dožívá až 28 let.

## Ochrana
Početní stav medvědů malajských klesá kvůli ničení deštných lesů a v důsledku komerčního lovu.
Medvěd malajský jednak těžce snáší změny životního prostředí, jednak je napadán většími medvědovitými, kteří si kvůli zmenšování životního prostoru brání teritorium.[zdroj?] K úbytku dochází i proto, že je loven k chovu – domorodí obyvatelé ho chovají jako domácího mazlíčka a když medvěd vyroste, vypustí ho do původního prostředí, v němž však nemůže přežít a hyne. V minulosti byl loven pro maso, kožešinu, tlapy a žluč používanou v léčitelství. Lov kvůli tlapám (jsou považovány za delikatesu) a klecový chov kvůli žluči pokračuje i v současnosti a více než 10 000 zvířat je týráno klecovým chovem a permanentním zavedením katétru do žlučníku kvůli čínské medicíně.
Nyní je na celém území výskytu chráněn.
Na záchraně se podílejí i různé organizace pracující s dobrovolníky; např. BSBCC na Borneu uvádí, že dobrovolníci z celého světa jsou vítáni, aby se připojili k úsilí záchranářů ve středisku BSBCC při repatriaci slunečních medvědů.

## Medvěd malajský v českých zoo
Medvěd malajský se v zajetí snadno ochočí, vůči člověku se chová mírně. Anglický přírodovědec a guvernér Singapuru sir Stanford Raffles, který medvěda malajského objevil, roku 1821 napsal, že „Medvěd malajský je tak krotký, že může být chován v dětském pokoji.“ Další výhodou usnadňující jeho chov je malá velikost. Proto je často chován v zoologických zahradách. Na území České republiky je chován v zoo Ústí nad Labem, Jihlava a Olomouc. Historicky byl rovněž chován v Zoo Liberec, Hodonín, Děčín (jako poválečná rarita), Praha, Plzeň (za 2. světové války) nebo dokonce v zookoutku učňů Poldi SONP na Kladně v 60. letech.

### Film
- Život je jeden. Francouzský dokumentární přírodopisný film (Antoine Duléry et Chanee sur la terre des ours. 2018) 55 min. Režie Jérôme Korkikian.[1] ČT2, premiéra 14. října 2018 16:00–16:55. Záchranář spolupracující s Wild Life Alliance (organizace bojující mj. proti zabíjení a mučení medvědů malajských) se snaží o návrat tří mláďat stále ohroženějšího druhu medvěda malajského do indonéské džungle v kardamomském pohoří v Kambodži.